# Mirosław Harasim

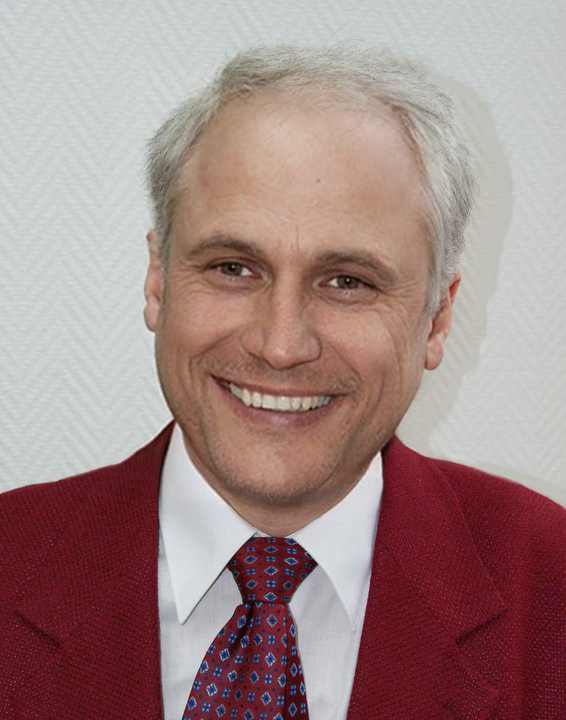
Mirosław Harasim

Mirosław Harasim (ur. 1963 w Krakowie) – teolog, publicysta, menedżer.

## Kariera zawodowa
Dzieciństwo i młodość spędził w Krakowie. Odbył studia magisterskie w Chrześcijańskiej Akademii Teologicznej w Warszawie oraz podyplomowe  na wydziale artystycznym Uniwersytetu Marii Curie Skłodowskiej w Lublinie. W latach 80. i 90. XX w. pracował jako duchowny adwentystyczny. Od połowy lat 90. XX w. menedżer firm handlowych na Podkarpaciu. Nauczyciel akademicki, mówca, publicysta prasowy, lektor radiowo-telewizyjny (karta mikrofonowa Polskiego Radia). W roku 2013 pełnił funkcję dyrektora Ośrodka Radiowo-Telewizyjnego "Głos Nadziei" w Warszawie (rok zał.1979).  W latach 2008–2018 dyrektor warszawskiego Wydawnictwa "Znaki Czasu" (rok. zał. 1921). 

## Publikacje
- Reformacja XVI wieku a współczesny adwentyzm
- Śladami Reformacji na Pogórzu Karpackim